# Sten & Stanley Sten Nilsson
Sten & Stanley Sten Nilsson är ett studioalbum från 1970 av den svenska dansbandsgruppen Sten & Stanley.

## Låtlista

### Sida A
1. Gång på gång
2. Dröm en dröm
3. Hopplösa kärlek
4. Regnet det bara öser ner
5. Godnatt Marie

### Sida B
1. I lust och nöd
2. Go morron Nilsson
3. Regnets rytm
4. Skriv några rader
5. Grindslanten